# Oh Sang-eun
Oh Sang-eun (Seul, 13 aprile 1977) è un tennistavolista sudcoreano.